# Café com Jornal
Café com Jornal foi um telejornal matinal brasileiro produzido e exibido pela Rede Bandeirantes. Estreou no dia 5 de maio de 2014, sob o comando de Luiz Megale e Aline Midlej. No seus últimos meses de exibição, era ancorado por Luiz Megale, Michelle Trombelli e Mauro Soares.

## História

### Desenvolvimento e estreia
Após anos exibindo o Primeiro Jornal, a Rede Bandeirantes decidiu reformular seu jornalismo matinal para aumentar os índices de audiência da faixa, apostando em um noticiário mais dinâmico e informal, tomando como exemplo os programas radiofônicos da sua co-irmã BandNews FM. No início de 2014, a emissora deu início ao projeto do Café com Jornal, inicialmente previsto para estrear ainda em janeiro, mas com o formato sendo modificado e a proximidade com a Copa do Mundo, a estreia foi confirmada para maio.
O Café com Jornal estreou oficialmente em 5 de maio, apresentado por Luiz Megale, ex-correspondente internacional da Band em Nova York, e Aline Midlej, até então repórter local da emissora, e tinha uma duração inicial de três horas, indo ao ar entre 6h e 9h. O formato do programa consiste basicamente no hard news, com a atualização de informações em tempo real, prestação de serviços, informações sobre trânsito (usando das reportagens ao vivo e a interação com as rádios BandNews FM e SulAmérica Trânsito) e meteorologia (a cargo da jornalista Laura Ferreira), além de pautas cotidianas e o debate com colunistas. Inicialmente, o Café com Jornal contava com 10 colunistas: Ana Lúcia Beltrame (saúde da mulher), Arnaldo Lichtenstein (clínico geral), Camila Hirsch (atividade física e bem-estar), Lidia Aratangy (relacionamentos), Marcos Silvestre (finanças pessoais), Paula Rothman (tecnologia), Paloma Tocci (esportes), Rosely Sayão (educação dos filhos), Vicky Bloch (carreira) e Mauro Soares (cultura e variedades). Gisele Kato, apresentadora do canal Arte 1, também iria participar como colunista de artes e espetáculos, mas não chegou a estrear na atração. Os jornalistas Ricardo Boechat e Eduardo Barão também participavam ao vivo com a retransmissão de um trecho do Jornal BandNews FM, geralmente durante o quadro humorístico "Buemba! Buemba!", onde José Simão analisava fatos do cotidiano nacional de maneira satírica.
A atração também contava com quadros semanais: "Não Me Engana Que Eu Não Gosto", onde o povo era consultado nas ruas a respeito de "verdades" propagadas por autoridades, empresas, pesquisas ou instituições; "Desafio da Bancada", onde os âncoras procuravam o representante máximo de um problema da cidade de São Paulo e buscavam uma solução para que a questão fosse resolvida; "Isso Funciona", que mostrava o que funciona com excelência no Brasil, para que esses exemplos possam ser copiados e reproduzidos em todo o país; e "Vergonha Alheia", que mostrava pessoas comuns ou famosas flagradas em comportamentos considerados constrangedores. Além dos quadros semanais, também é exibido o "Expresso de Notícias", uma mini-escalada dos fatos veiculados ao longo do telejornal, geralmente exibida a cada 30 minutos, para dividir ou juntar as afiliadas da Band na transmissão — usualmente, a emissora reserva o horário entre 6h e 8h para a programação local na maioria das afiliadas pelo país.

### Substituições e reformulações
Desde a sua estreia, diversos colunistas deixaram o Café com Jornal, como Paula Rothman e Vicky Bloch. Em seus lugares, entraram Rafael Colombo, comentarista da Rádio Bandeirantes, que abordava o cotidiano do Brasil e do Mundo, e Antônio Lancha Júnior, dando dicas sobre nutrição. Mais adiante, os colunistas Ana Lúcia Beltrame, Camila Hirsch e Lídia Aratangy também deixaram a equipe do noticiário.
Em 5 de dezembro, a Band anunciou a ida do apresentador Luiz Bacci (até então responsável pelo vespertino Tá na Tela) para o Café com Jornal, após o seu antigo programa ser cancelado. A decisão, segundo o diretor-geral de conteúdo Diego Guebel, era de colocar Bacci "para compor a nossa estratégia de fortalecer o jornalismo logo no inicio do dia", sendo essa a primeira grande reformulação no noticiário desde a sua estreia.
Luiz Bacci passou a apresentar em 12 de janeiro de 2015 o Café com Jornal: Edição Brasil (como ficou intitulada desde então a parte do programa em rede nacional) entre 8h e 9h30, enquanto Luiz Megale e Aline Midlej ficavam apenas na parte local para São Paulo entre 6h e 8h. Com as mudanças, mais colunistas fixos deixam de participar da atração, como Antônio Lancha Júnior, Arnaldo Lichtenstein, Rafael Colombo e Paloma Tocci, que por sua vez passou a ancorar o Jornal da Band, sendo substituída na coluna de esportes do Café com Jornal por Renata Saporito, apresentadora do BandSports.
Entre março e abril, a Band promoveu cortes em suas folhas de pagamento por conta de problemas financeiros, e assim como a programação em geral, o Café com Jornal foi diretamente atingido. Pouco mais de dois meses depois das primeiras reformulações, Luiz Bacci teve seu contrato rescindido e deixou a emissora e o programa em 25 de março. Em 31 de março, foi anunciado um enxugamento de 85% da equipe do noticiário, o que culminou na ida de Laura Ferreira para a bancada ao lado de Luiz Megale e o rebaixamento de Aline Midlej para as reportagens de rua, além da saída de todos os colunistas, com exceção de Rosely Sayão e Renata Saporito. O Café com Jornal também perdeu seus primeiros 90 minutos (6h-7h30) para o Jornal BandNews 1.ª edição, que passou a ser exibido pela Band simultaneamente com a BandNews TV, deixando o noticiário com apenas duas horas de duração. Todas as mudanças passaram a valer em 6 de abril.
Exatamente três meses depois, o Café com Jornal perdeu mais 20 minutos de duração, por conta da troca de horário do Dia Dia, que passou a começar às 9h10. Ainda em 2015, o noticiário também deixou de contar com a colunista Rosely Sayão, mas passou a ter o reforço de Ana Paula Rodrigues, âncora da Rádio Trânsito. Em 2016, Flávia Guerra passou a ter uma coluna sobre cinema no Café com Jornal, após cobrir as férias de Mauro Soares.

### Novas reformulações e trocas de apresentadores
Em 7 de agosto de 2017, a Band anunciou mais uma grande reformulação no Café com Jornal, com a contratação de Júlia Duailibi, especialista em política e economia com passagens pela Veja e O Estado de S. Paulo, para a ancoragem do programa ao lado de Luiz Megale, reforçando o noticiário político, e Laura Ferreira, que estava há pouco mais de dois anos na bancada, volta a fazer a apresentação da meteorologia. O time de colunistas também foi alterado, com a saída de Renata Saporito para a entrada da repórter Kalinka Schütel na coluna de esportes, e a saída de Ana Paula Rodrigues, que estava sendo criticada pelo público desde o episódio ocorrido durante uma cobertura policial, onde disse que "o bandido havia atirado para se defender". A estreia do novo time ocorreu em 2 de setembro, e ainda no mesmo mês, o diretor brasileiro do Twitter, Leonardo Stamilo, passou a participar do Café com Jornal comentando os principais assuntos que movimentaram a semana na rede social.
Em 24 de janeiro de 2018, Kalinka Schütel deixou a emissora após ser contratada pela Rede Globo, e a coluna de esportes do Café com Jornal passou a ser feita por Bernardo Ramos, jornalista da BandNews FM. Com a estreia da nova programação matinal da Band em 8 de março, o Café com Jornal passou a ir ao ar entre 7h e 8h30, tendo uma diminuição no tempo de arte de sua exibição em rede nacional, que passou a ser de apenas meia-hora.
Em 15 de junho, Julia Duailibi deixou a Band após ser contratada pela GloboNews, onde passaria a fazer parte do telejornal matinal GloboNews em Ponto. Para seu lugar, Laura Ferreira foi novamente convocada para assumir a bancada ao lado de Luiz Megale, a partir de 19 de junho. Porém, em 9 de agosto, a emissora efetivou a repórter Joana Treptow à frente do programa, e Laura passou a condição de apresentadora eventual do Café com Jornal, perdendo o posto de titular pela segunda vez em menos de um ano.
Em 2 de outubro, Larissa Erthal entrou para a equipe do telejornal, passando a revezar-se na coluna de esportes com Bernardo Ramos. No início de 2019, após o cancelamento do programa Cozinha do Bork e a ida do Pague Menos Sempre Bem para o SBT, o Café com Jornal ganhou mais 30 minutos de duração, passando a ir ao ar entre 7h e 9h. Em 11 de fevereiro, Ricardo Boechat fez sua última coluna no Café com Jornal, já que horas depois, ele falecera num acidente de helicóptero. No dia seguinte, o jornal fez várias homenagens ao apresentador.

### Ameaça de cancelamento, mudança de horário e extinção
Com as fracassadas tentativas de reformulação do Café com Jornal, a Rede Bandeirantes começou a estudar ainda no primeiro semestre de 2018 um novo projeto de telejornal matinal. No início de 2019, começaram a ser feitos pilotos com o apresentador eventual do Brasil Urgente, Joel Datena e a âncora do Café com Jornal, Joana Treptow. Em março, a direção da emissora anunciou oficialmente o cancelamento do Café com Jornal e a sua substituição por uma reedição do Primeiro Jornal, que foi o mesmo telejornal que o antecedeu em 2014. No entanto, após vários adiamentos, a emissora desistiu de substituir o Café com Jornal e optou por estrear um novo telejornal local para São Paulo, deixando o programa em rede nacional. Com as estreias do Bora São Paulo e do Notícias da Redação (exibido via satélite e nas afiliadas onde não há programação local), no ar entre 7h e 9h, o Café com Jornal passou a ter início às 5h, mantendo sua duração regular. Além disso, Mauro Soares deixou de ser comentarista e ficou fixo na apresentação do jornal com Megale e Joana.
Em 13 de março de 2020, conforme anunciado pela emissora, foi exibida a última edição do Café com Jornal e em 16 de março de 2020, o jornal foi substituído por uma reedição do Primeiro Jornal com a apresentação de João Paulo Vergueiro e pelo jornal Bora Brasil com Joel Datena e Laura Ferreira

## Apresentadores

### Titulares
- Luiz Megale (2014-2020)
- Aline Midlej (2014-2015)
- Luiz Bacci (2015)
- Laura Ferreira (2015-2017 e 2018)
- Julia Duailibi (2017-2018)
- Joana Treptow (2018-2020)[26]
- Mauro Soares (2019-2020)
- Michelle Trombelli (2020)

### Eventuais
- Paula Valdez (2014-2020)
- Mauro Soares (2014-2019)
- Juliano Dip (2017-2020)[27][28]
- Laura Ferreira (2017-2018)
- Marina Machado (2018-2020)
- Maiara Bastianello (2020)

## Colunistas
- Ana Lúcia Beltrame (saúde da mulher)
- Ana Paula Rodrigues (trânsito)
- Arnaldo Lichenstein (saúde geral)
- Antônio Lancha Júnior (nutrição)
- Bernardo Ramos (esportes)
- Camila Hirsch (atividade física)
- Flávia Guerra (cinema)
- Gisele Kato (artes e espetáculos)
- José Simão (política)
- Kalinka Schütel (esportes)
- Larissa Erthal (esportes)
- Laura Ferreira (previsão do tempo)
- Leonardo Stamilo (destaques do Twitter)
- Lídia Aratangy (relacionamentos)
- Marcos Silvestre (economia e finanças pessoais)
- Mauro Soares (cultura)
- Paloma Tocci (esportes)
- Paula Rothman (tecnologia)
- Rafael Colombo (política)
- Renata Saporito (esportes)
- Ricardo Boechat (política)
- Rosely Sayão (educação)
- Vicky Bloch (emprego)

## Recepção e crítica

### Audiência
O Café com Jornal estreou com média de meio ponto de audiência, segundo os números válidos pelo Ibope na Grande São Paulo. O número é a mesma média em que o seu antecessor Primeiro Jornal costumava marcar durante sua exibição.

### Avaliação crítica
Jeff Benício, do portal Terra, comparou as notícias exibidas pelo telejornal com as que são veiculadas no Brasil Urgente, noticiário também exibido pela Band. Benício também destacou que o jornal repete uma formula já usada em outros noticiários, como informações sobre o trânsito e previsão do tempo. Já o portal UOL comparou o telejornal com o antigo formato do Tudo a Ver, da Record, à época em que era apresentado por Paulo Henrique Amorim, Patrícia Maldonado e Janine Borba. Reforçou ainda a ideia de unificação dos meios de comunicação do Grupo Bandeirantes, como quando Ricardo Boechat e José Simão fizeram uma participação no jornal e que o jornal agradou a telespectadores que viam o programa enquanto usavam a internet.